# 大陆槽乡
大陆槽乡，是中华人民共和国四川省凉山彝族自治州德昌县曾经下辖的一个乡。2019年12月，撤销大陆槽乡，将其所属行政区域划归茨达镇管辖。

## 行政区划
大陆槽乡撤销前下辖以下地区：
大陆槽村、板厂村和牛马场村。